# Szócska Miklós
Szócska Miklós (Budapest, 1960. július 27. –) magyar egyetemi tanár, intézetvezető, az egészségügy átalakításának szakértője, 2010 és 2014 között a Nemzeti Erőforrás Minisztérium majd Emberi Erőforrások Minisztériuma egészségügyért felelős államtitkára.A Harvard Egyetem J.F.Kennedy Kormányzati Iskolája M-RCBG Központ senior fellow-ja.

## Tanulmányai
1989-ben általános orvos diplomát szerzett a Semmelweis Orvostudományi Egyetemen. Az egyetem elvégzése után egészségügyi menedzser-képzésben vett részt Hollandiában, Japánban, és Londonban. Államigazgatási tanulmányokat folytatott az Egyesült Államokban, a Harvard Egyetem John F. Kennedy kormányzati iskolájában szerzett mesterdiplomát 1998-ban.

## Tudományos fokozata
- PhD

## Tevékenysége
1991–2009 között megszervezte és fejlesztette az 1995-ben hivatalosan is megalakuló Egészségügyi Menedzserképző Központot a Semmelweis Egyetemen, amelynek. 2009-től egyetemi docense és igazgatója, 2010-től államtitkári közmegbízatásáig az egyetem újonnan alakult Egészségügyi Közszolgálati Karának dékánja volt. 1992-től 1993-ig az Egészségbiztosítási Alap parlament által választott felügyelőbizottsági tagja. 1993-tól 1994-ig a Népjóléti Minisztérium tanácsadója, majd 1998-tól 1999-ig az Országos Egészségbiztosítási Pénztár (OEP) tanácsadója volt.
Jelenleg a Semmelweis Egyetem Egészségügyi Menedzserképző Központ igazgatójaként tevékenykedik, számos nemzetközi és hazai fejlesztési és kutatási program résztvevője. Fontosabb szakterületei: változtatásvezetés, leadership, elektronikus egészségügy, egészségügyi kommunikáció.
2016 szeptemberében a kormány jelölte a WHO (World Health Organization, az ENSZ egészségügyi szervezete) főigazgatói posztjára.

Érdekességek
A névadó és szövegíró a ‘80-as években
A hírhedt baszk felszabadítási- avagy terrorszervezetről (ETA) elnevezett, a budapesti punk világának meghatározó és egyik leghíresebb együtteseként 1980-tól 1984-ig működő ETA zenekar dalszövegeit többek között — Czeller Péter, Menyhárt Jenő (Európa Kiadó), valamint Pajor Tamás (Neurotic, Ámen) mellett — Szócska Miklós (későbbi egészségügyi államtitkár) is írta, sőt a zenekar nevének ötletét is neki köszönhetik.

## Tagságai
- Vezetőségi tagja az egészségügyi menedzsment európai szakmai szervezetének (European Health Management Association)
- Az európai egészségügyi infrastruktúra stratégikus megújításán dolgozó európai kormányközi szervezetnek (European Health Property Network).
- Felügyelőbizottsági tagja az egészségügyi innovációval és egészséges öregedéssel foglalkozó EIT Health (Innolife) uniós tudás és innovációs hálózatnak.

## Nyelvtudás
Felsőfokon beszél angolul, alapfokon németül és oroszul.

## Család
Nős, három gyermek édesapja.